# Élections législatives de 1852 dans la Somme
Les élections législatives françaises de 1852 se déroulent les 28 février et 14 mars 1852. Dans le département de la Somme, cinq députés sont à élire dans le cadre de cinq circonscriptions.

## Contexte

### Députés sortants
| N° | Nom                                 |  | Parti        | Groupe               |
| -- | ----------------------------------- |  | ------------ | -------------------- |
| 1  | Félix Bellator de Beaumont*         |  | Bonapartiste | Majorité monarchiste |
| 2  | Nicolas Créton*                     |  | Bonapartiste | Majorité monarchiste |
| 3  | Louis Porion*                       |  | Orléaniste   | Majorité monarchiste |
| 4  | Nicolas Changarnier*                |  | Légitimiste  | Majorité monarchiste |
| 5  | Jean Labordère*                     |  | Orléaniste   | Majorité monarchiste |
| 6  | François Luglien Louis de Fourment* |  | Bonapartiste | Majorité monarchiste |
| 7  | Alexandre de Dompierre d'Hornoy*    |  | Légitimiste  | Majorité monarchiste |
| 8  | Thomas Lefebvre-Dugrosriez*         |  | Légitimiste  | Majorité monarchiste |
| 9  | Théodore de Lagrené*                |  | Orléaniste   | Majorité monarchiste |
| 10 | Denis Morel-Cornet*                 |  | Bonapartiste | Majorité monarchiste |
| 11 | Amable Dubois*                      |  | Libéral      | Majorité monarchiste |
| 12 | Jean-Baptiste Randoing              |  | Bonapartiste | Majorité monarchiste |

## Résultats

### Résultats au niveau départemental
| Parti          | Parti                 | Premier tour   | Premier tour | Sièges |
| Parti          | Parti                 | Voix           | %            | Sièges |
| -------------- | --------------------- | -------------- | ------------ | ------ |
|                | Candidats officiels   | 100 111        | 84,42        | 5      |
|                | Droite monarchiste    | 18 282         | 15,42        |        |
|                | Opposition orléaniste | 196            | 0,16         |        |
|                |                       |                |              |        |
| Inscrits       | Inscrits              | Inscrits       | 168 476      | 100,00 |
| Abstention     | Abstention            | Abstention     | 47 295       | 28,07  |
| Votants        | Votants               | Votants        | 121 181      | 71,93  |
| Blancs et nuls | Blancs et nuls        | Blancs et nuls | 2 592        | 2,14   |
| Exprimés       | Exprimés              | Exprimés       | 118 589      | 97,86  |

### 1recirconscription  (Amiens)
Député sortant : Nouvelle circonscription
| Candidat       | Candidat        | Parti          | Premier tour | Premier tour |
| Candidat       | Candidat        | Parti          | Voix         | %            |
| -------------- | --------------- | -------------- | ------------ | ------------ |
|                | Constant Allart | Bonapartiste   | 16 264       | 98,81        |
|                | M. Rabouille    | Orléaniste     | 196          | 1,19         |
|                |                 |                |              |              |
| Inscrits       | Inscrits        | Inscrits       | 33 881       | 100,00       |
| Abstention     | Abstention      | Abstention     | 16 284       | 48,06        |
| Votants        | Votants         | Votants        | 17 597       | 51,94        |
| Blancs et nuls | Blancs et nuls  | Blancs et nuls | 1 137        | 6,46         |
| Exprimés       | Exprimés        | Exprimés       | 16 460       | 93,54        |

Député élu : Constant Allart (Bonapartiste)

### 2ecirconscription  (Abbeville)
Député sortant : Nouvelle circonscription
| Candidat       | Candidat                              | Parti          | Premier tour | Premier tour |
| Candidat       | Candidat                              | Parti          | Voix         | %            |
| -------------- | ------------------------------------- | -------------- | ------------ | ------------ |
|                | Prosper Tillette de Clermont-Tonnerre | Bonapartiste   | 25 279       | 100,00       |
|                |                                       |                |              |              |
| Inscrits       | Inscrits                              | Inscrits       | 36 042       | 100,00       |
| Abstention     | Abstention                            | Abstention     | 10 455       | 29,01        |
| Votants        | Votants                               | Votants        | 25 587       | 70,99        |
| Blancs et nuls | Blancs et nuls                        | Blancs et nuls | 308          | 1,20         |
| Exprimés       | Exprimés                              | Exprimés       | 25 279       | 98,80        |

Député élu : Prosper Tillette de Clermont-Tonnerre (Bonapartiste)

### 3ecirconscription  (Péronne)
Député sortant : Nouvelle circonscription
| Candidat       | Candidat       | Parti          | Premier tour | Premier tour |
| Candidat       | Candidat       | Parti          | Voix         | %            |
| -------------- | -------------- | -------------- | ------------ | ------------ |
|                | Henri Conneau  | Bonapartiste   | 22 622       | 100,00       |
|                |                |                |              |              |
| Inscrits       | Inscrits       | Inscrits       | 32 422       | 100,00       |
| Abstention     | Abstention     | Abstention     | 9 233        | 28,48        |
| Votants        | Votants        | Votants        | 23 189       | 71,52        |
| Blancs et nuls | Blancs et nuls | Blancs et nuls | 567          | 2,45         |
| Exprimés       | Exprimés       | Exprimés       | 22 622       | 97,55        |

Député élu : Henri Conneau (Bonapartiste)

### 4ecirconscription  (Montdidier)
Député sortant : Nouvelle circonscription
| Candidat       | Candidat                    | Parti          | Premier tour | Premier tour |
| Candidat       | Candidat                    | Parti          | Voix         | %            |
| -------------- | --------------------------- | -------------- | ------------ | ------------ |
|                | Théodore-Casimir Delamarre  | Bonapartiste   | 16 089       | 64,52        |
|                | Antoine Cauvel de Beauvillé | Légitimiste    | 8 846        | 35,48        |
|                |                             |                |              |              |
| Inscrits       | Inscrits                    | Inscrits       | 30 174       | 100,00       |
| Abstention     | Abstention                  | Abstention     | 4 975        | 16,49        |
| Votants        | Votants                     | Votants        | 25 199       | 83,51        |
| Blancs et nuls | Blancs et nuls              | Blancs et nuls | 264          | 1,05         |
| Exprimés       | Exprimés                    | Exprimés       | 24 935       | 98,95        |

Député élu : Théodore-Casimir Delamarre (Bonapartiste)

### 5ecirconscription  (Doullens)
Député sortant : Nouvelle circonscription
| Candidat       | Candidat                      | Parti          | Premier tour | Premier tour |
| Candidat       | Candidat                      | Parti          | Voix         | %            |
| -------------- | ----------------------------- | -------------- | ------------ | ------------ |
|                | Jean-Baptiste Randoing*       | Bonapartiste   | 19 857       | 67,79        |
|                | Louis Lallart de Lebucquières | Légitimiste    | 9 436        | 32,21        |
|                |                               |                |              |              |
| Inscrits       | Inscrits                      | Inscrits       | 35 957       | 100,00       |
| Abstention     | Abstention                    | Abstention     | 6 348        | 17,65        |
| Votants        | Votants                       | Votants        | 29 609       | 82,35        |
| Blancs et nuls | Blancs et nuls                | Blancs et nuls | 316          | 1,07         |
| Exprimés       | Exprimés                      | Exprimés       | 29 293       | 98,93        |

Député élu : Jean-Baptiste Randoing (Bonapartiste)

### Élus
| Circonscription                 | Nom                                   |  | Parti        | Groupe              |
| ------------------------------- | ------------------------------------- |  | ------------ | ------------------- |
| 1re circonscription (Amiens)    | Constant Allart                       |  | Bonapartiste | Majorité dynastique |
| 2e circonscription (Abbeville)  | Prosper Tillette de Clermont-Tonnerre |  | Bonapartiste | Majorité dynastique |
| 3e circonscription (Péronne)    | Henri Conneau                         |  | Bonapartiste | Majorité dynastique |
| 4e circonscription (Montdidier) | Théodore-Casimir Delamarre            |  | Bonapartiste | Majorité dynastique |
| 5e circonscription (Doullens)   | Jean-Baptiste Randoing                |  | Bonapartiste | Majorité dynastique |